# 불국로
불국로(佛國路, Bulguk-ro)는 경상북도 경주시 구정동에서 시작하여, 문무대왕면을 거쳐 연결하는 도로이다.

## 노선 경로
| 이름            | 접속 노선             | 소재지     | 비고 |
| --------------- | --------------------- | ---------- | ---- |
| (이름 없음)     | 국도 제7호선 (산업로) | 구정동     |      |
| (이름 없음)     | 보정로                | 구정동     |      |
| 구정교(남천     |                       | 구정동     |      |
|                 | 마동                  |            |      |
| 코오롱삼거리    | 보불로                |            |      |
| (이름 없음)     | 진현로                | 진현동     |      |
| (이름 없음)     | 영불로                | 진현동     |      |
| (이름 없음)     | 석굴암입구            | 진현동     |      |
| 장항6교(탑정천) |                       | 문무대왕면 |      |
| 장항5교(탑정천) |                       | 문무대왕면 |      |
| 장항4교(탑정천) |                       | 문무대왕면 |      |
| 장항3교(탑정천) |                       | 문무대왕면 |      |
| 장항2교(탑정천) |                       | 문무대왕면 |      |
| 장항1교(탑정천) |                       | 문무대왕면 |      |
| 장항삼거리      | 국도 제4호선 (경감로) | 문무대왕면 |      |

## 차로수
- 구정동 ↔ 삼거리 명칭 미상(영불로) : 왕복 4차로
- 삼거리 명칭 미상(영불로) ↔ 장항삼거리 : 왕복 2차로

## 주요 건물 및 시설
- 국립경주문화재연구소 - 경상북도 경주시 불국로 132
- 불국사 - 경상북도 경주시 불국로 385
- 동리목월문학관 - 경상북도 경주시 불국로 406-3
- 석굴암 - 경상북도 경주시 불국로 873-243
- 경주허브랜드 - 경상북도 경주시 문무대왕면 불국로 1593